# Zuid-Afrika op de Olympische Spelen
Zuid-Afrika is een van de landen die deelneemt aan de Olympische Spelen. Zuid-Afrika debuteerde in 1904 op de Zomerspelen. Zesenvijftig jaar later, in 1960, kwam het voor het eerst uit op de Winterspelen.
Tussen 1964 en 1988 ontbrak het land op de Olympische Spelen vanwege de nagenoeg wereldwijde uitsluiting als gevolg van de VN-resolutie 1761 die werd aangenomen vanwege de Apartheidpolitiek.
Het land werd in deze periode wel toegelaten tot de Paralympische Spelen waarop het in 1964 debuteerde en tot de editie van 1976 aan deelnam. Aan de editie van 1980 die in Arnhem plaatsvond mochten ze niet deelnemen omdat het Nederlandse parlement de aanwezigheid van Zuid-Afrika hierop ongewenst vond. Ook aan deze evenementen in 1984 en 1988 namen ze niet deel.
Tokio 2020 was voor Zuid-Afrika de 20e deelname aan de Zomerspelen, in 2018 werd voor de zevende keer deelgenomen aan de Winterspelen.

## Medailles en deelnames
Er werden 89 medailles gewonnen, alle op de Zomerspelen. Deze werden behaald in elf sportdisciplines.
Zwemster Penelope Heyns is de 'succesvolste' sporter met twee gouden en een zilveren medaille, zij behaalde deze in 1996 en 2000. Heyns en atlete Caster Semenya zijn de enigen die twee gouden medailles behaalden, dit nadat de zilveren medaille van Semenya (behaald in 2012 op de 800 meter) in 2017 alsnog werd aangepast naar goud. De zwemmer Chad le Clos won de meeste medailles (4), hij behaalde een gouden en drie zilveren medailles.

### Overzicht
De tabel geeft een overzicht van de jaren waarin werd deelgenomen, het aantal gewonnen medailles en de eventuele plaats in het medailleklassement.
| Zomerspelen | Zomerspelen | Zomerspelen | Zomerspelen | Zomerspelen | Zomerspelen |        | Winterspelen | Winterspelen | Winterspelen | Winterspelen | Winterspelen | Winterspelen |
| Jaar        | Goud        | Zilver      | Brons       | Totaal      | Rang        | Jaar   | Goud         | Zilver       | Brons        | Totaal       | Rang         |              |
| 1904        | 0           | 0           | 0           | 0           | -           |        |              |              |              |              |              |              |
| 1908        | 1           | 1           | 0           | 2           | 14          |        |              |              |              |              |              |              |
| 1912        | 4           | 2           | 0           | 6           | 7           |        |              |              |              |              |              |              |
| 1920        | 3           | 4           | 3           | 10          | 11          |        |              |              |              |              |              |              |
| 1924        | 1           | 1           | 1           | 3           | 18          | 1924   | -            | -            | -            | -            | -            |              |
| 1928        | 1           | 0           | 2           | 3           | 23          | 1928   | -            | -            | -            | -            | -            |              |
| 1932        | 2           | 0           | 3           | 5           | 15          | 1932   | -            | -            | -            | -            | -            |              |
| 1936        | 0           | 1           | 0           | 1           | 25          | 1936   | -            | -            | -            | -            | -            |              |
| 1948        | 2           | 1           | 1           | 4           | 18          | 1948   | -            | -            | -            | -            | -            |              |
| 1952        | 2           | 4           | 4           | 10          | 12          | 1952   | -            | -            | -            | -            | -            |              |
| 1956        | 0           | 0           | 4           | 4           | 33          | 1956   | -            | -            | -            | -            | -            |              |
| 1960        | 0           | 1           | 2           | 3           | 28          | 1960   | 0            | 0            | 0            | 0            | -            |              |
| 1964        | -           | -           | -           | -           | -           | 1964   | -            | -            | -            | -            | -            |              |
| 1968        | -           | -           | -           | -           | -           | 1968   | -            | -            | -            | -            | -            |              |
| 1972        | -           | -           | -           | -           | -           | 1972   | -            | -            | -            | -            | -            |              |
| 1976        | -           | -           | -           | -           | -           | 1976   | -            | -            | -            | -            | -            |              |
| 1980        | -           | -           | -           | -           | -           | 1980   | -            | -            | -            | -            | -            |              |
| 1984        | -           | -           | -           | -           | -           | 1984   | -            | -            | -            | -            | -            |              |
| 1988        | -           | -           | -           | -           | -           | 1988   | -            | -            | -            | -            | -            |              |
| 1992        | 0           | 2           | 0           | 2           | 41          | 1992   | -            | -            | -            | -            | -            |              |
| 1996        | 3           | 1           | 1           | 5           | 27          | 1994   | 0            | 0            | 0            | 0            | -            |              |
| 2000        | 0           | 2           | 3           | 5           | 55          | 1998   | 0            | 0            | 0            | 0            | -            |              |
| 2004        | 1           | 3           | 2           | 6           | 43          | 2002   | 0            | 0            | 0            | 0            | -            |              |
| 2008        | 0           | 1           | 0           | 1           | 70          | 2006   | 0            | 0            | 0            | 0            | -            |              |
| 2012        | 4           | 1           | 1           | 6           |             | 2010   | 0            | 0            | 0            | 0            | -            |              |
| 2016        | 2           | 6           | 2           | 10          | 29          | 2014   | -            | -            | -            | -            | -            |              |
| 2020        | 1           | 2           | 0           | 3           | 52          | 2018   | 0            | 0            | 0            | 0            | -            |              |
| 2024        | 1           | 3           | 2           | 6           | 44          | 2022   | -            | -            | -            | -            | -            |              |
| Totaal      | 28          | 36          | 31          | 95          |             | Totaal | 0            | 0            | 0            | 0            |              |              |
| Tot. Z+W    | 28          | 36          | 31          | 95          |             |        |              |              |              |              |              |              |

## Foto's

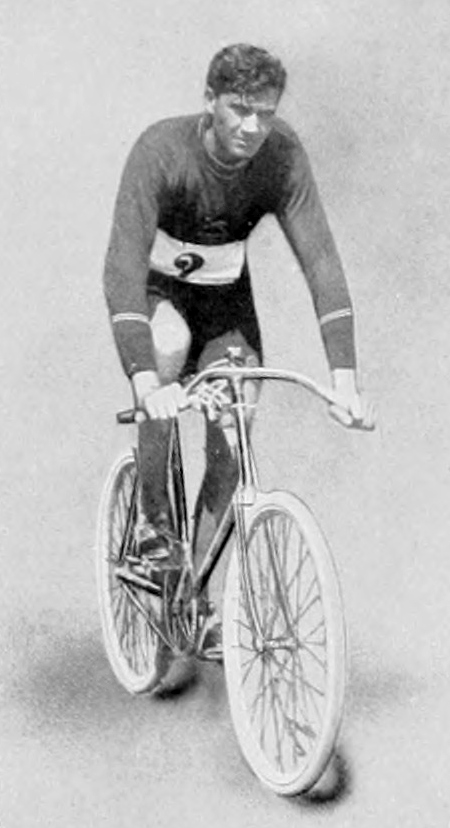
Rudolph Lewis
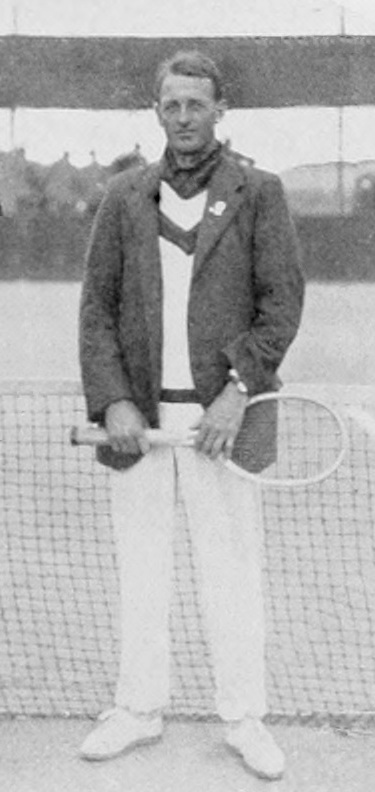
Charles Winslow
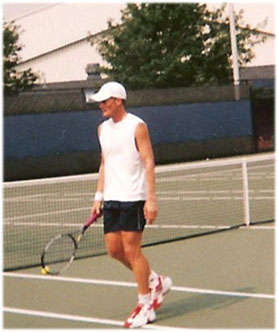
Wayne Ferreira
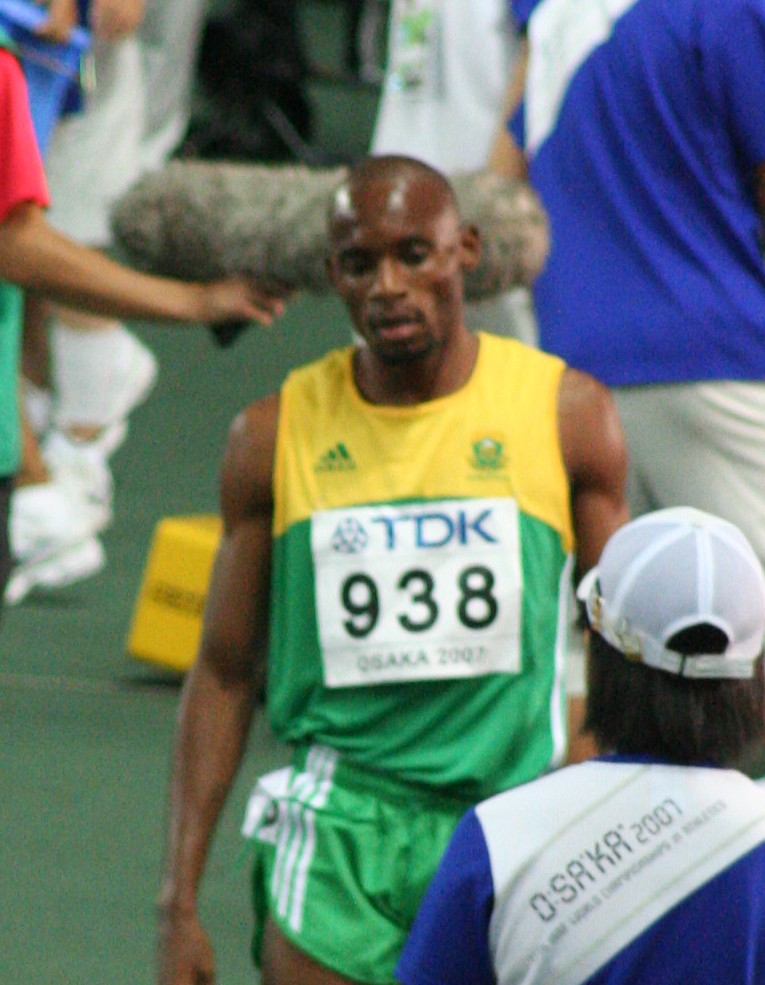
Mbulaeni Mulaudzi
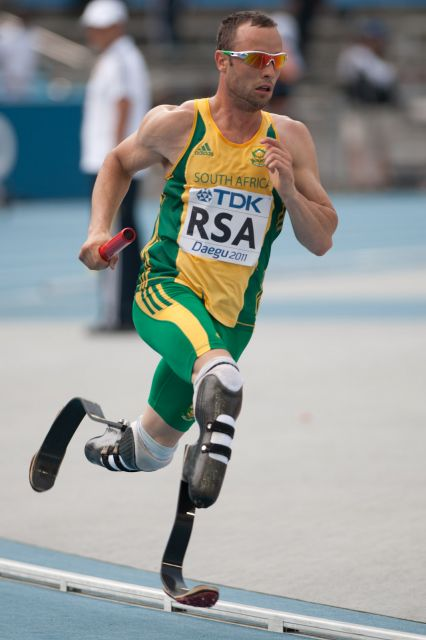
Oscar Pistorius
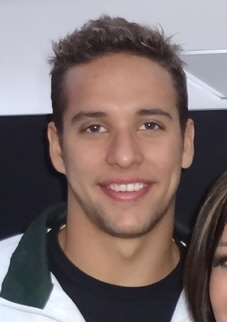
Chad le Clos
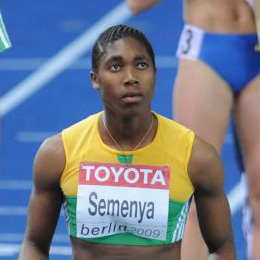
Caster Semenya

Afghanistan · Albanië · Algerije · Amerikaans-Samoa · Amerikaanse Maagdeneilanden · Andorra · Angola · Antigua en Barbuda · Argentinië · Armenië · Aruba · Australië · Azerbeidzjan · Bahama's · Bahrein · Bangladesh · Barbados · België · Belize · Benin · Bermuda · Bhutan · Bolivia · Bosnië en Herzegovina · Botswana · Brazilië · Britse Maagdeneilanden · Brunei · Bulgarije · Burkina Faso · Burundi · Cambodja · Canada · Centraal-Afrikaanse Republiek · Chili · China · Chinees Taipei · Colombia · Comoren · Congo-Brazzaville · Congo-Kinshasa · Cookeilanden · Costa Rica · Cuba · Cyprus · Denemarken · Djibouti · Dominica · Dominicaanse Republiek · Duitsland · Ecuador · Egypte · El Salvador · Equatoriaal-Guinea · Eritrea · Estland · Ethiopië · Fiji · Filipijnen · Finland · Frankrijk · Gabon · Gambia · Georgië · Ghana · Grenada · Griekenland · Groot-Brittannië · Guam · Guatemala · Guinee · Guinee-Bissau · Guyana · Haïti · Honduras · Hongarije · Hongkong · Ierland · IJsland · India · Indonesië · Irak · Iran · Israël · Italië · Ivoorkust · Jamaica · Japan · Jemen · Jordanië · Kaaimaneilanden · Kaapverdië · Kameroen · Kazachstan · Kenia · Kirgizië · Kiribati · Koeweit · Kosovo · Kroatië · Laos · Lesotho · Letland · Libanon · Liberia · Libië · Liechtenstein · Litouwen · Luxemburg · Madagaskar · Malawi · Malediven · Maleisië · Mali · Malta · Marokko · Marshalleilanden · Mauritanië · Mauritius · Mexico · Micronesië · Moldavië · Monaco · Mongolië · Montenegro · Mozambique · Myanmar · Namibië · Nauru · Nederland · Nepal · Nicaragua · Nieuw-Zeeland · Niger · Nigeria · Noord-Korea · Noord-Macedonië · Noorwegen · Oeganda · Oekraïne · Oezbekistan · Oman · Oost-Timor · Oostenrijk · Pakistan · Palau · Palestina · Panama · Papoea-Nieuw-Guinea · Paraguay · Peru · Polen · Portugal · Puerto Rico · Qatar · Roemenië · Rusland · Rwanda · Saint Kitts en Nevis · Saint Lucia · Saint Vincent en de Grenadines · Salomonseilanden · Samoa · San Marino · Saoedi-Arabië · Sao Tomé en Principe · Senegal · Servië · Seychellen · Sierra Leone · Singapore · Slovenië · Slowakije · Somalië · Spanje · Sri Lanka · Soedan · Suriname · Swaziland · Syrië · Tadzjikistan · Tanzania · Thailand · Togo · Tonga · Trinidad en Tobago · Tsjaad · Tsjechië · Tunesië · Turkije · Turkmenistan · Tuvalu · Uruguay · Vanuatu · Venezuela · Verenigde Arabische Emiraten · Verenigde Staten · Vietnam · Wit-Rusland · Zambia · Zimbabwe · Zuid-Afrika · Zuid-Korea · Zuid-Soedan · Zweden · Zwitserland
Historische landen: Bohemen · Bondsrepubliek Duitsland · Brits-Indië · Duitse Democratische Republiek · Joegoslavië · Malaya · Nederlandse Antillen · Noord-Borneo · Noord-Jemen · Saarland · Servië en Montenegro · Sovjet-Unie · Tsjecho-Slowakije · West-Indische Federatie · Zuid-Jemen
Bijzondere deelnames: Onafhankelijke olympische atleten · Vluchtelingenteam 
 Australazië · Duits Eenheidsteam · Gemengd team · Gezamenlijk Team